# Scolichthys
Scolichthys – rodzaj ryb karpieńcokształtnych z rodziny piękniczkowatych (Poeciliidae).

## Klasyfikacja
Gatunki zaliczane do tego rodzaju:
- Scolichthys greenwayi
- Scolichthys iota